# 熱海後楽園ホテル
熱海後楽園ホテル（あたみこうらくえんホテル）は、静岡県熱海市和田浜南町の熱海港脇にあるホテル。
1965年（昭和40年）8月1日の開業時から、遊園地を含む複合リゾート施設「熱海後楽園」を形成してきたが、2019年（平成31年）3月28日からは、遊園地に代わる新施設（温泉施設・商業施設）を加えた新たな複合リゾート施設「熱海ベイリゾート後楽園」（ATAMI BAY RESORT KORAKUEN）を形成している。
現在の運営は、三井不動産の連携子会社で株式会社東京ドームグループ傘下の東京ドーム・リゾートオペレーションズが担っている。

## 概要
昭和30年代、熱海市は近代都市へと移行するための事業の一つとして下水道施設の建設をもくろんだ。風光明媚な熱海海岸という場所であったために反対の声が上がり、困惑した熱海市長の小松勇次は後楽園スタヂアム（現：東京ドーム）社長の真鍋八千代に相談を持ちかける。真鍋はこの場所が日本有数の景勝地で知名度も高く、背景に伊豆の観光圏を控えていることもあり、宿泊施設と日帰り客中心のレジャー施設をつくることを思い立った。
熱海後楽園の地上を横切っていたアタミロープウェイを傘下に収め、設計は森京介設計事務所、施工は竹中工務店、海面埋立は青木建設・住友建設があたり計画が進められた。総工費45億円、4年の歳月を費やし1965年（昭和40年）7月に完成。遊園地を含む複合リゾート施設「熱海後楽園」として8月1日から営業を開始した。
1996年（平成8年）7月21日には、遊園地の観覧車跡地に新館の「タワー館」が新規オープンし、旧館の「みさき館」と合わせて235室・約1100名収容の大規模宿泊施設へと変貌したが、「みさき館」と隣接の「ホール棟」は2016年（平成28年）8月末で営業終了。
2019年（平成31年）3月28日、「みさき館」跡地に、温泉施設Fuua（フーア）と商業エリアIZU-ICHI（イズイチ）を併設した新たなホテル新館「アクアスクエア」（AQUA SQUARE）が建てられ、既存の「タワー館」と共に、新たな日帰りでも楽しめる複合リゾート施設「熱海ベイリゾート後楽園」（ATAMI BAY RESORT KORAKUEN）としてオープンした。これにより客室数は189室、収容人数は約800名となる。
東京ドーム・リゾートオペレーションズの本社は熱海市にあるが、登記上の本店所在地は東京ドームと同じ東京都文京区に置かれている。

## 歴史
- 1965年（昭和40年）8月1日 - 熱海後楽園ホテル（みさき館）に、円形大ホール（ホール棟）、遊園地（当時の名称は「熱海後楽園ゆうえんち」、後に「熱海後楽園ポップランド」に改称）などを加えた複合リゾート施設「熱海後楽園」開業。
- 1993年（平成5年）7月18日 - 「熱海後楽園ポップランド」が、「ゆうえんちアピオ(APIO/Atami Playland In Ocean)」としてリニューアルオープン。
- 1994年（平成6年） - 「ゆうえんちアピオ」の観覧車が営業終了[1]。
- 1996年（平成8年）7月21日 - 観覧車跡地にホテル新館「タワー館」開業。
- 2000年（平成12年）3月17日 - 株式会社東京ドーム・リゾートオペレーションズが運営を開始。
- 2015年（平成27年）1月12日 - 「ゆうえんちアピオ」営業終了[2]。
- 2016年（平成28年）8月30日 - ホテル旧館「みさき館」と隣接「ホール棟」の営業終了。
- 2019年（平成31年）3月28日 - 「みさき館」跡地に、温泉施設Fuua(フーア)と商業エリアIZU-ICHI（イズイチ）を併設したホテル新館「アクアスクエア」（AQUA SQUARE）が建てられ、既存の「タワー館」と共に、新たな複合リゾート施設「熱海ベイリゾート後楽園」（ATAMI BAY RESORT KORAKUEN）としてオープン。
- 2023年（令和5年）3月9・10日 - 当地で第47期棋聖決定戦七番勝負第6局が開催。一力遼棋聖が167手で中押し勝ちし防衛。

## 熱海ベイリゾート後楽園

### 熱海後楽園ホテル
西部（市街地・熱海港側）に「タワー館」、東部（錦ヶ浦・ホテルニューアカオ側）に「アクアスクエア」が建っている。

#### タワー館
18階建。
客室
6階〜17階、全89室。
- エクセレンシィフロア（15階〜17階、21室）
  - エクセレンシィラージルーム（和洋室2室・洋室1室、計3室）
  - エクセレンシィルーム（和洋室、18室）
- スタンダードフロア（6階〜14階、68室）
  - ユニバーサルルーム（14階、1室）
  - 洋室（14階、7室）
  - 和室（6階〜13階、60室）

温泉
- 貸切露天風呂「エクセレンシィスパ」（エクセレンシィフロア宿泊者限定） - 壱の湯「大楠」、弐の湯「光石」、参の湯「白砂」
- 大展望風呂 海望（うみ）の湯

リラクゼーション（エステ・マッサージ）
- Ciel la beaute deep（シエル・ラ・ボーテ ディープブルー）
- 手もみ庵 利楽
- ルームマッサージ

レストラン・バーなど
18階
- スカイレストラン TOP・OF・ATAMI（トップ・オブ・アタミ）
- バーラウンジ EBB TIDE（エブタイド）

4階
- 割烹レストラン「紅梅亭」

2階
- カフェテラスCONFORT（コンフォール）
- エクセレンシィラウンジ「ソレイユ」（エクセレンシィフロア宿泊者限定）
- HOTEL SHOP

会議室
- コンベンションホール「秀峰」（富士、箱根、天城、伊豆A・B - 820m²、708名、5分割可）
- 中会議室「愛鷹」（156m²、96名）
- 会議室「丹那」（60m²、42名）
- 会議室「足柄」（16m²、8名）

宴会場
- 大宴会場「四季殿」（432畳、4分割可）
- 中宴会場「愛鷹」（96畳）
- 宴会場「葵」（29畳）
- 宴会場「楓」（16畳）

#### アクアスクエア
8階建。
客室
4階〜8階、全100室。（2階〜3階は、下述するIZU-ICHI（イズイチ）、Fuua（フーア）のフロアが大部分を占めている。）
- オーシャンビュールーム（65室）
- コートヤードルーム（34室）
  - コートヤード ツイン（28室）
  - コートヤード ダブル（6室）
- ユニバーサルルーム（1室）

### Fuua（フーア）
「アクアスクエア」の3階と4階〜7階東部を占める温泉（スパ）施設。（フロアマップ）
- 営業時間10:00-23:00（最終入館22:00）

施設
- 温泉（スパ） - 男性スパ5階、女性スパ7階
  - 露天風呂
    - 露天立ち湯
    - かけ流し露天湯

  - 内風呂
    - 水素泉
    - 眺望内湯
    - 冷水泉
    - 展望サウナ

  - アカスリ LANA（ラナ）

- アタミリビング - 3階〜4階
  - 4階
    - ラウンジ
      - クリフラウンジ
      - nagomi

    - 岩盤浴
      - Pulista（プリスタ）
      - Torkkua（トルッカ）

  - 3階
    - ラウンジ
      - ウミカゼテラス
      - オーシャンラウンジ
      - ポートサイトラウンジ
      - セントラルラウンジ
      - engawa
      - danran

    - 岩盤浴
      - Laava（ラーヴァ）
      - Meressa（メレッサ）

    - サウナ
      - ロウリュキャンプ

    - リラクゼーション・マッサージ
      - エステ Lamer de Ciel（ラ メール ド シエル）
      - 手もみ LUANA（ルアナ）

    - Fuua café

### IZU-ICHI（イズイチ）
「アクアスクエア」1階一部と2階を占める商業エリア。（フロアマップ）
- 2階
  - フードマーケット「ラ・伊豆 マルシェ」
  - テイクアウト「伊豆フルーツバー」
  - テイクアウト「渚の熱海プリン」
  - 富士山はちみつファーム
  - 海のアクセサリー MIYABI
  - レストラン HARBOR'S W（ハーバーズ ダブル）
- 1階
  - カラオケ PALM TREE

## 旧施設
ホテルなど
- 熱海後楽園ホテル「みさき館」（1965年〜2016年） 
→ 熱海後楽園ホテル「アクアスクエア」（2019年〜）
- ホール棟（1965年〜2016年） 
→ 駐車場

遊園地
- 熱海後楽園ゆうえんち（1965年〜1993年） 
→ 熱海後楽園ポップランド 
→ ゆうえんちアピオ（1993年〜2015年） 
→ 駐車場
  - 観覧車（1965年〜1994年） 
→ 熱海後楽園ホテル「タワー館」（1996年〜）

## アクセス
鉄道・バス
- JR熱海駅より、路線バスで「熱海後楽園」行きバス終点下車、徒歩1分。
（※「熱海駅〜熱海後楽園ホテル」間は、8時台〜20時台に、30分ごとの直通の無料送迎シャトルバス（片道10分）が往来しているので、路線バスよりもこちらを利用する方が望ましい[3]。）

自動車
- 西湘バイパス石橋ICより約25分

## ロケ地になった作品
- クレージーのぶちゃむくれ大発見
クライマックス、鬼熊（東野英治郎）の不正書類を発見した植村（植木等）たちと、鬼熊配下の赤沢（桐野洋雄）たちとの攻防戦に使用。

- 電子戦隊デンジマン
第16話「熱海の陰謀を砕け」のロケ地として使用。ベーダーは「相模湾にサメラ菌をばらまき900万人の命落とす」と考え、小川博士の遺言通り熱海へ向かったデンジマンたちは変装してまでこの施設に立ち入れた。みさき館コンベンションホール宴ではデンジマンたちはステージで見た残りのダンサーがベーダーの女スパイと分かり青梅大五郎(大葉健二)はステージに近付こうとしたところ赤城一平(結城真一)が止めに入る所に使い、ホテル内の遊園地では最初の戦闘シーンに使われている。
- 電撃戦隊チェンジマン
第27話「ゲーター親子の夢」のロケ地として使用。謎の連絡を受けたチェンジマンはホテルに向かい、大星団ゴズマ幹部・航海士ゲーター（声 - 増岡弘）の妻・ナビ星人ゾーリー（声 - 高坂真琴）に出会う。ゾーリーがチェンジマンと会話する場面はロビーや、ホテルの和室ルームを使用、またゲーターとゾーリーが祝杯を挙げる場面は洋室ルームを使用した。後半のバトルシーンは『デンジマン』同様、ホテル内の遊園地を使用。

## CM
- 江川卓 - 巨人投手時代にCM出演。「笑顔と江川」のキャッチフレーズでCMを展開した。
- 桂文枝 (6代目) - 三枝時代、CMに出演したことがある。
- 中村アン - 熱海ベイリゾート後楽園オープン時のCMキャラクター[4]。
- ボニージャックス - かつて当ホテルのCMソングが使われて、メ～テレでのスーパー戦隊シリーズで流れる後楽園グループ差し替え時だけではなく、関東エリアでのローカルCM枠でも流れた。